# Petrusakterna
Petrusakterna är en grekisk skrift daterad cirka 190 e.Kr. som innehåller berättelser om den kristne aposteln Petrus, bland annat hans kamp med Simon Magus på Forum Romanum i Rom, hans möte med den uppståndne Kristus vid Via Appia samt hans egen korsfästelse. Petrusakternas historiska källvärde anses lågt.